# Svenska mästerskapen i fälttävlan 1951
Svenska mästerskapen i fälttävlan 1951 avgjordes i Eksjö . Tävlingen var den 1:a upplagan av Svenska mästerskapen i fälttävlan.

## Resultat
| Placering | Ryttare        | Häst   |
| --------- | -------------- | ------ |
| 1         | Olle Stahre    | Komet  |
| 2         | Ch G:son Uggla | Zenith |
| 3         | Folke Frölén   | Jaloux |